# Colobothea denotata
Colobothea denotata là một loài bọ cánh cứng trong họ Cerambycidae.